# جان فرانسوا كاي
جان فرانسوا كاي (8 فبراير 1804 - 22 مايو 1871) كان رائد أعمال وصناعيًا فرنسيًا وكان شخصية رئيسية في التصنيع الفرنسي.